# Гривас, Теодорос
Теодорос Гривас (греч. Θεόδωρος Γρίβας; 1797, Превеза, — 24 октября 1862, Месолонгион) — греческий военачальник, участник Освободительной войны Греции 1821—1829 годов и эпирского похода 1854 года, участник ряда гражданских войн, один из главных исторических лиц при свержении монархии Оттона в 1862 году, первый в истории Греции маршал.

## Биография
Родился в городе Превеза, Эпир, но родом восходил к военному клану из Акарнании.
В Греческой революции 1821 года принял участие во главе собственного отряда. 28 мая 1821 года, вместе с другими военачальниками Средней Греции, Гривас атаковал город Агринион, который обороняли 1500 местных турок и албанцы. После того как албанцы заключили с повстанцами сепаратный мир, турки сдались.
Был приближенным Маврокордатоса и в качестве командира его охраны остался вдали от поля боя при Пета.
10 августа 1822 года, вместе с другими военачальниками, одержал победу над турками в сражении при селе Аитос, Ксиромеро, западная Средняя Греция.
В конце декабря этого же года под командованием Петроса Мавромихалиса одержал победу над турками у Катохи, Воница.
В междоусобице марта 1824 года был на стороне Колокотрониса. После смерти сына Колокотрониса, Паноса, погибшего в междоусобице ноября 1824 года, женился на вдове погибшего, дочери адмиральши Бубулины. Эта женитьба послужила началом вражды Гриваса и Колокотрониса, поскольку Гривас утверждал, что ему не вернули приданое жены.
В вырисовывавшейся перспективе воссоздания греческого государства только на территории Пелопоннеса, румелиоты (выходцы из Средней Греции) образовали «Братство». 11 июля 1826 года «Братство» захватило крепость Паламиди города Нафплион, бывшего тогда столицей восставшей Греции. Гривас стал её комендантом. Будучи комендантом крепости, Гривас стал виновником междоусобного кровопролития с сулиотами 1 декабря 1826 года и с Колокотронисом 28 мая 1827 года.
Не желая оставлять командование крепостью и из чувства соперничества к Караискакису, отказался следовать за последним в его походе по освобождению Средней Греции.
29 июля 1827 года Гривас стал виновником междоусобного кровопролития и перестрелки между контролируемой им крепостью Паламиди и контролируемой сулиотами крепости Акронафплия.
В ходе этих событий погибли повстанцы и мирные жители. Среди погибших был и американский филэллин Вильям Вашингтон, родственник Джорджа Вашингтона, убитый ядром, выпущенным из Паламиди. 2 июня Гривас продолжил обстрел, в результате которого ядро, попавшее в мечеть, используемую в качестве парламента, убило депутата.
По прибытии Каподистрии военный секретарь Влахопулос доложил ему, что «у нас нет армии, нет боеприпасов. Нафплион и база флота в руках Гриваса».
Однако 18 февраля 1828 года Гривас сдал Каподистрии символические ключи крепости Паламиди.
Хотя Гривас был ярым противником Каподистрии, он последовал его указаниям и отправился в лагерь армии в Среднюю Грецию.

## Греческое королевство
Ещё более значительной была роль Гриваса после воссоздания греческого государства.
Гривас со своими братьями принадлежал к так называемой «французской партии».
В 1834 году Гривас подавил восстание сторонников Колокотрониса против Оттона на Пелопоннесе.
В 1836 году Гривас подавил восстание против короля Оттона в Средней Греции.
В июне 1844 года, в ходе предвыборной борьбы, и поощряемый вождём французской партии Коллетисом, Гривас и 2 тысячи его сторонников окопались в Аварико, Средняя Греция. Окружённый правительственными войсками под командованием Кицоса Дзавеласа и при посредничестве французского консула, Гривас был доставлен в Пирей на французском корабле. Здесь французский капитан отказался выдать его властям и доставил его в Александрию, где его восторженно встретило греческое население.
При правлении Коллетиса Гривас был назначен генеральным инспектором армии. После того как Коллетис в частном вопросе принял сторону брата Гриваса, последний начал очередной мятеж 11 июня 1847 года, на этот раз при поощрении России. Правительственные войска быстро взяли контроль в свои руки, и Гривас укрылся на османской территории.

## В годы Крымской войны
С началом Крымской войны Гривас, вместе со своим сыном Димитриосом, принял участие в восстании в османском тогда Эпире.
Возглавляя немногочисленные силы повстанцев, отец и сын дошли до предместий города Янина. Выступившие из Янины 1 тысяча турецких пехотинцев и 250 всадников, атаковали Гриваса с его 300 повстанцами. Гривас отбился и повернул турок вспять, в Янина. Но для большей безопасности отошёл и занял городок Мецово, в горах Пинда.
23 марта 1854 года Гривас принял бой в Мецово против 2500 османских солдат. После 3-х дней боёв и оставшись без боеприпасов, повстанцы совершили прорыв и через Фессалию вернулись на территорию Греческого королевства.

## 1862 год
Кульминацией его биографии стал октябрь 1862 года.
4 октября 65-летний Гривас, согласовав свои действия с политиком Делигеоргисом, восстал против короля Оттона, который находился в поездке по Пелопоннесу, заняв город Воница. Во главе 7500 солдат и вооружённых крестьян направился к городу Агринион.
Гривас обратился к населению с речью «Зачем нам короли, что хорошего мы видели от Оттона».
Между тем восстала вся Греция и Оттон был низложен. Гривас занял город Месолонгион, распустив его гарнизон. Распространились слухи, что он намерен идти к Афинам во главе своего корпуса с целью узурпации власти.
В действительности, когда делегация нового правительства Афин встретилась с ним 23 октября 1862 года, Гривас был при смерти. Несмотря на это, делегация объявила ему о том, что новое правительство присвоило ему звание маршала.
Гривас умер на следующий день, 24 октября.
Греческий историк Яннис Кордатос утверждал, что Гривас был отравлен британскими агентами, указывая как на источник этого сведения рукопись, переданную ему генералом Папулосом в 1933 году.
Согласно Кордатосу, Гривас вызвал беспокойство у англичан, получивших информацию о том, что он был намерен покончить с монархией в Греции, провозгласив себя президентом Греческой республики.
Его сын Димитриос стал генералом и министром.

## В народных песнях
Конфликт Гриваса с королём Оттоном получил отражение в народной песне.
Ирония заключается в том, что в XX веке, подправив текст, греческие монархисты сделали эту песню своей.